# Halvardsborg

Halvardsborg i Arboga socken och kommun i Västmanland är en fornborg som byggdes 400-550 e.Kr. Den ligger längs gamla E18/E20, nuvarande väg 572, på väg mot Örebro/Götlunda vid ett berg vid sjön Tjurlångens nordliga sida. Av borgen är idag inte mycket kvar, men den har bestått av en 520 meter lång och upp till 3 meter hög mur.